# Davion Berry
Davion Lamont Berry (Oakland, California, 1 de noviembre de 1991) es un jugador de baloncesto estadounidense. Con 1,93 metros de estatura, juega en la posición de escolta.

## Trayectoria deportiva
El jugador se formó a caballo entre Weber State Wildcats y Cal State Monterey Bay Otters. En 2014, tras no ser drafteado llegó a Italia para jugar en el PMS Torino. Más tarde, volvería a liga de desarrollo de la NBA para jugar en Maine Red Claws y Raptors 905, teniendo entremedias un paso fugaz por la liga coreana.
En agosto de 2016, se marcha a Grecia para jugar en el Kolossos Rodou., en que jugaría hasta octubre de 2016.
Tras abandonar el equipo griego, el escolta firmó contrato con el Walter Tigers Tübingen de la Basketball Bundesliga alemana.
En febrero de 2020, firma con ASVEL Lyon-Villeurbanne procedente desde el Enisey Krasnoyarsk ruso con unos promedios de 18,1 puntos (41% en triples), 3,3 rebotes y 3 asistencias de media. Berry ocuparía la vacante dejada por Edwin Jackson firmando por lo que resta de temporada con opción de prórroga para la temporada 2020-2021.
En verano de 2020, firma por el Ironi Nes Ziona B.C. de la Ligat ha'Al, para disputar la temporada 2020-21, pero fue cortado tras cinco partidos.
El 11 de diciembre de 2020, firma por el Larisa B.C. de la A1 Ethniki.
En la temporada 2021-22, firma por el BC Kalev con el que disputa la Alexela Korvpalli Meistriliiga de Estonia y la VTB League.
Berry jugó la temporada 2022 de la LNBP de México con los Soles de Mexicali.